# Cmentarz polskokatolicki w Maciejowie Nowym
Cmentarz polskokatolicki w Maciejowie Nowym – czynny cmentarz wyznaniowy dla wiernych Kościoła Polskokatolickiego położony we wsi Maciejów Nowy w województwie lubelskim. Cmentarz administrowany jest przez parafię św. ap. Piotra i Pawła w Maciejowie Nowym i jest położony tuż obok kościoła parafialnego.
Parafia polskokatolicka w Maciejowie Nowym powstała na skutek działalności misyjnej duchownych z okolicznych parafii tego wyznania. W 1932 roku w Maciejowie Starym zbudowano drewniany Kościół Polskokatolicki. Erygowano wówczas także parafię polskokatolicką i zapewne jednocześnie założono cmentarz grzebalny. Posiada on kształt nieregularnego pięcioboku o powierzchni 0,63 ha.